# Mangrovia

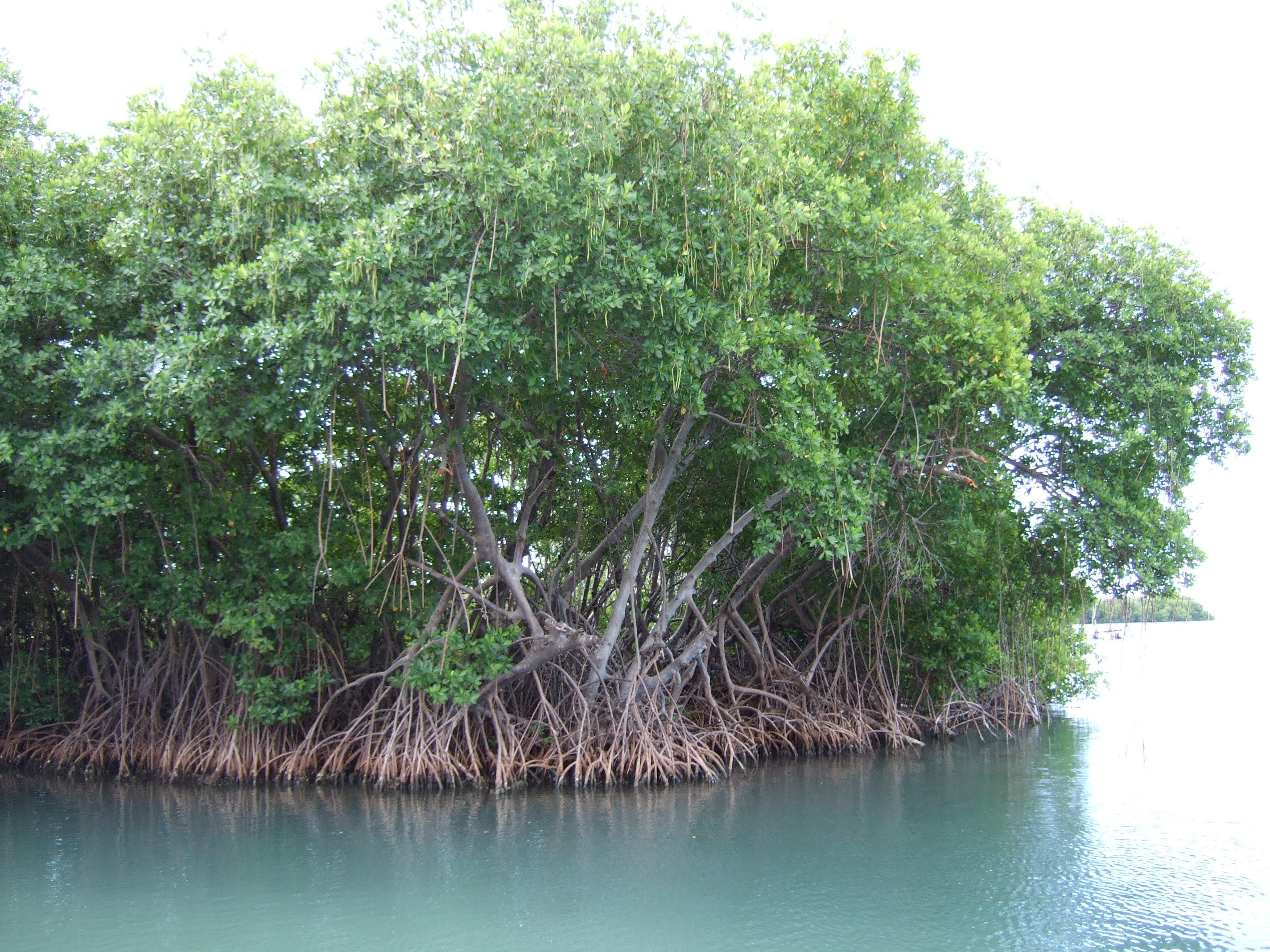
Mangrovie a Salinas, in Porto Rico

La mangrovia è una formazione vegetale (o forestale) costituita da piante prevalentemente legnose di specie diverse, che si sviluppa sui litorali bassi delle coste marine tropicali, in particolare nella fascia periodicamente sommersa dalla marea. Il WWF considera la mangrovia come un bioma, una delle quattordici maggiori tipologie di habitat in cui viene suddiviso il globo terrestre. Il termine mangrovia viene inoltre spesso impropriamente impiegato come nome comune di alcune singole specie arboree rappresentative di tale formazione vegetale (cfr. rossa, gialla, bianca, nera).
Le mangrovie (o "foreste a mangrovia") sono normalmente costituite da quattro fasce parallele alla linea di costa: la prima è formata da piante quasi perennemente sommerse; la seconda (la mangrovia per antonomasia, formata in prevalenza da specie del genere Rhizophora) viene invasa regolarmente dall'alta marea; la terza è formata da arbusteti e viene sommersa solo dalle alte maree maggiori; la quarta, infine, formata da specie arbustive e arboree alòfile, non viene mai sommersa e ha un suolo con minore contenuto salino. Non sempre, però, le ultime due fasce sono presenti.
La caratteristica morfologica che distingue le mangrovie e, cioè, la presenza di "radici accessorie" che sollevano il tronco dal fango, si riscontra solo nella seconda e raramente nella terza fascia. Si stima che nel mondo le mangrovie ricoprano una superficie di circa 150.000 km², di cui la maggior parte si trova in Asia.

## Fisiologia
Le specie che vivono nelle mangrovie sono altamente specializzate per poter sopportare e anzi utilizzare a proprio beneficio l'acqua salmastra delle lagune costiere o salata del mare. L'eccesso di sale viene poi eliminato mediante ghiandole poste sulle foglie che essudano acqua salata. La forma è adattata anche per potere germogliare in un ambiente spesso battuto dalle onde e periodicamente allagato dal ciclo delle maree. Le forme più lussureggianti si trovano nelle zone interessate da correnti di acqua dolce che confluiscono per infiltrazione o percolazione in mare (paludi o acquitrini costieri) oppure direttamente agli estuari dei fiumi. Un ulteriore fattore impegnativo per le piante è la scarsa ossigenazione del suolo, che risulta inoltre quasi sempre instabile.
La riproduzione può essere per via agamica, ma principalmente è per via sessuale. Un esempio peculiare di riproduzione ci è offerto da Rhizophora, un genere comprendente specie vivipare, cioè anziché rilasciare semi nel suolo rilascia plantule o propaguli (germinate però da seme sulla pianta) che così arrivano al suolo già formate, cosicché, dato il suolo instabile, le probabilità di attecchimento sono maggiori.

## Ambiente
Data la peculiarità della situazione di ambiente a mangrovia, i siti adatti sono uniformemente colonizzati da vegetazione di tale tipo, non avendo in pratica competitori se non marginali di altre vegetazioni.
Il biotopo a mangrovia ha comunque sviluppato forme animali di diverso tipo (dagli insetti agli anfibi, rettili ed uccelli) che si sono adattati e specializzati per tale ambiente esclusivo, che offre per loro indubbi vantaggi. Un esempio è appunto il granchio rosso delle mangrovie. A causa della discontinuità sia dell'ambiente biotopico (sommerso/asciutto), che della consistenza e continuità biocenotica, nonché per altre considerazioni strutturali e funzionali, non vi è accordo nel definire quello della mangrovia un ecosistema in senso pieno.

## Distribuzione
Le mangrovie sono diffuse nelle zone tropicali e subtropicali di entrambi gli emisferi, lungo le coste di: America del nord, America del sud, Africa, Asia e Oceania. In genere le mangrovie che si sviluppano sulle coste dell'oceano Indiano e della parte occidentale del Pacifico sono le più ricche in specie, mentre quelle delle Americhe e delle coste orientali dell'Atlantico sono caratterizzate da un numero di specie inferiore.
Il WWF riconosce le seguenti ecoregioni attribuibili a questo bioma.
 Ecozona neartica 
- Mangrovie del Messico occidentale: (codice ecoregione: NA1401[5]) presenti sul versante pacifico della costa messicana e nel golfo di California.

 Ecozona neotropicale 
- Mangrovie di Alvarado (NT1401[6]): Messico
- Mangrovie dell'Amapá (NT1402[7]): Brasile
- Mangrovie delle Bahamas (NT1403[8]): Bahamas, Turks e Caicos
- Mangrovie di Bahia (NT1404[9]): Brasile
- Mangrovie costiere del Belize (NT1405[10]): Belize, Guatemala
- Mangrovie della barriera corallina del Belize (NT1406[11]): Belize
- Mangrovie di Bocas del Toro-San Bastimentos-San Blas (NT1407[12]): Costa Rica, Panama
- Mangrovie costiere del Venezuela (NT1408[13]): Aruba, Venezuela
- Mangrovie della costa pacifica di Colombia e Ecuador (NT1409[14]): Colombia, Ecuador
- Mangrovie delle Grandi Antille (NT1410[15]): Cuba, Repubblica Dominicana, Haiti, Giamaica, Porto Rico
- Mangrovie della Guyana (NT1411[16]): Guyana francese, Guyana, Suriname, Venezuela
- Mangrovie del Golfo di Fonseca (NT1412([17]): El Salvador, Honduras, Nicaragua
- Mangrovie del Golfo di Guayaquil-Tumbes (NT1413[18]): Ecuador, Perù
- Mangrovie del Golfo di Panama (NT1414[19]): Panama
- Mangrovie di Ilha Grande (NT1415[20]): Brasile
- Mangrovie delle Piccole Antille (NT1416[21]): Antigua e Barbuda, Guadalupa, Martinica, Nicaragua, Saint Lucia
- Mangrovie di Magdalena-Santa Marta (NT1417[22]): Colombia
- Mangrovie di Manabí (NT1418[23]): Ecuador
- Mangrovie del Maranhão (NT1419[24]): Brasile
- Mangrovie di Marismas Nacionales-San Blas (NT1420[25]): Messico
- Mangrovie di Quintana Roo (NT1421[26]): Messico
- Mangrovie costiere del Pacifico meridionale (NT1422[27]): Messico
- Mangrovie umide della costa pacifica (NT1423[28]): Costa Rica, Panama
- Mangrovie della costa caraibica del Nicaragua-Mosquitia (NT1424[29]): Honduras, Nicaragua
- Mangrovie costiere del Pacifico settentrionale (NT1425[30]): El Salvador, Nicaragua
- Mangrovie dell'Honduras settentrionale (NT1426[31]): Guatemala, Honduras
- Mangrovie del Pará (NT1427[32]): Brasile
- Mangrovie di Petenes (NT1428[33]): Messico
- Mangrovie del Piura (NT1429[34]): Perù
- Mangrovie del Ría Lagartos (NT1430[35]): Messico
- Mangrovie della costa atlantica di Costa Rica e Nicaragua (NT1431[36]): Costa Rica, Nicaragua
- Mangrovie del Rio Piranhas (NT1432[37]): Brasile
- Mangrovie del Rio São Francisco (NT1433[38]): Brasile
- Mangrovie della costa pacifica della Costa Rica (NT1434[39]): Costa Rica, Nicaragua
- Mangrovie della costa pacifica del Chiapas (NT1435[40]): Messico
- Mangrovie di Trinidad (NT1436[41]): Trinidad e Tobago
- Mangrovie di Usumacinta (NT1437[42]): Messico

 Ecozona afrotropicale 

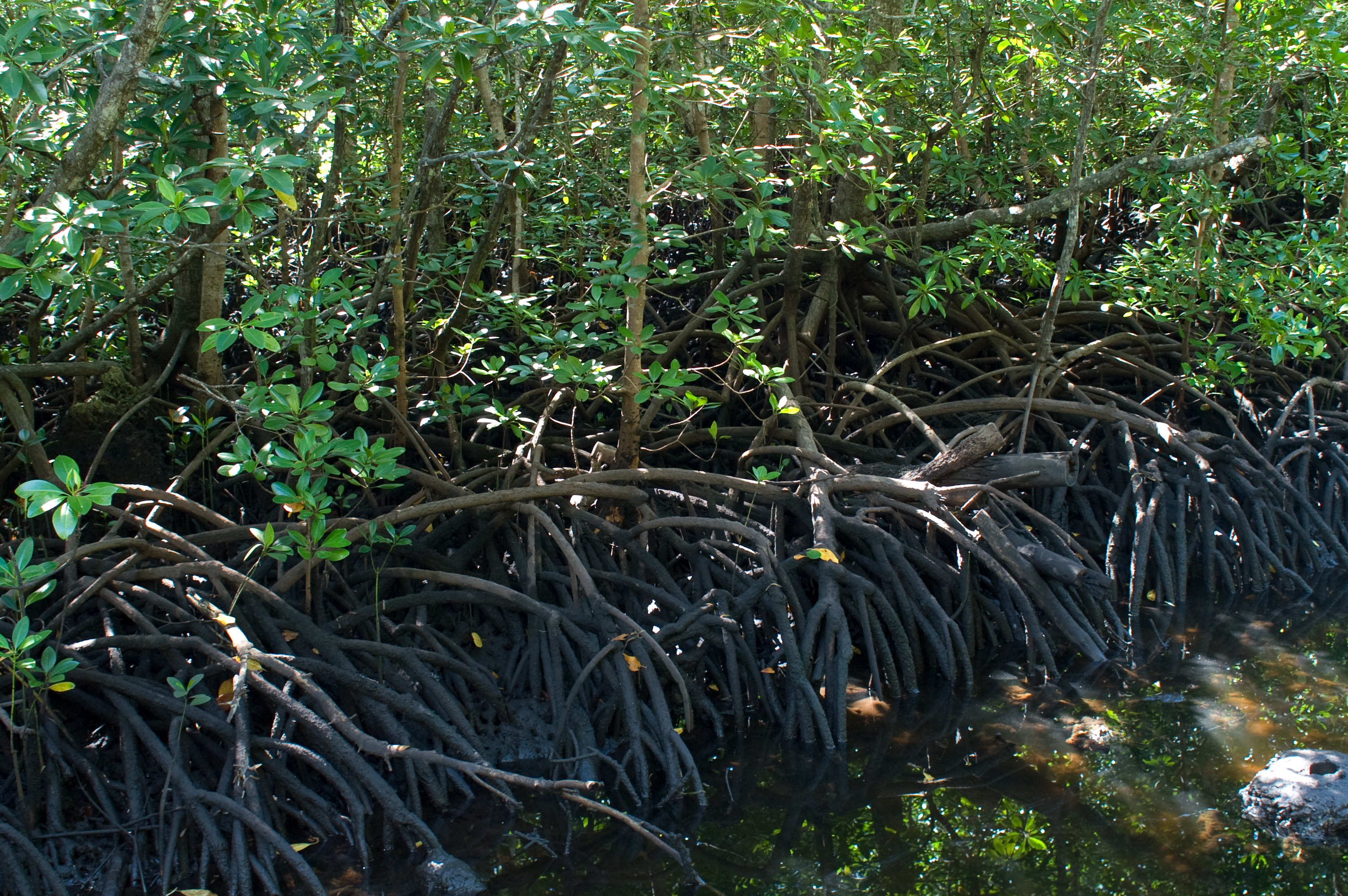
Mangrovie a Zanzibar (Tanzania)

- Mangrovie dell'Africa centrale (codice ecoregione: AT1401[43]): diffuse lungo le coste di: Ghana, Nigeria, Camerun, Guinea Equatoriale, Gabon, Repubblica Democratica del Congo e Angola
- Mangrovie dell'Africa orientale (AT1402[44]): Somalia, Kenya, Tanzania e Mozambico
- Mangrovie dell'Africa occidentale o mangrovie guineane (AT1403[45]): Senegal, Gambia, Guinea-Bissau, Guinea, Sierra Leone, Liberia e Costa d'Avorio
- Mangrovie del Madagascar (AT1404[46]): Madagascar
- Mangrovie dell'Africa australe (AT1405[47]): Sudafrica e Mozambico

La superficie complessiva ricoperta dalle mangrovie africane è di circa 35.000 km².
Le più estese si trovano in Nigeria (10.515 km²), in Madagascar (4.200 km²) e in Mozambico (4.000 km²).
 Ecozona indomalese 

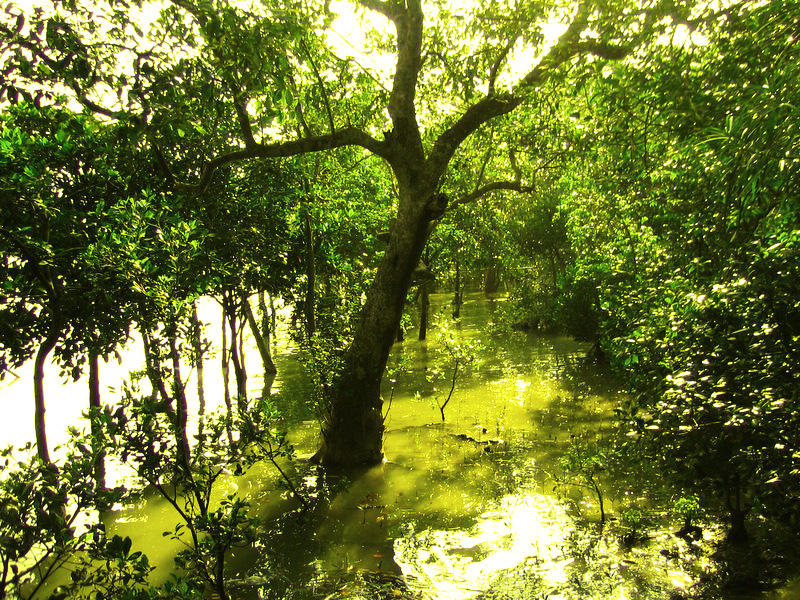
Mangrovie nelle Sundarbans

- Mangrovie di Godavari-Krishna (IM1401[50]): costa orientale dell'India.
- Mangrovie dell'Indocina (IM1402[51]): Cambogia, Thailandia e Vietnam.
- Mangrovie del delta dell'Indo e del mar Arabico (IM1403[52]): India e Pakistan.
- Mangrovie costiere del Myanmar (IM1404[53]): Malesia, Birmania e Thailandia.
- Mangrovie delle isole della Sonda (IM1405[54]): Indonesia e Malesia.
- Mangrovie delle Sundarbans (codice ecoregione: IM1406[55]): qui, sul delta del Gange fra India e Bangladesh sono presenti i più grandi mangrovieti del mondo, le Sundarbans.

 Ecozona australasiana 
- Mangrovie della Nuova Guinea (codice ecoregione: AA1401[56])

## Specie vegetali
Le specie dominanti delle foreste a mangrovie sono una settantina, appartenenti a 5 differenti famiglie:
 Rhizophoraceae 
- Genere Rhizophora (7 specie)
  - Rhizophora apiculata Blume
  - Rhizophora × harrisonii Leechm.
  - Rhizophora mangle L.
  - Rhizophora mucronata Lam.
  - Rhizophora racemosa G.Mey.

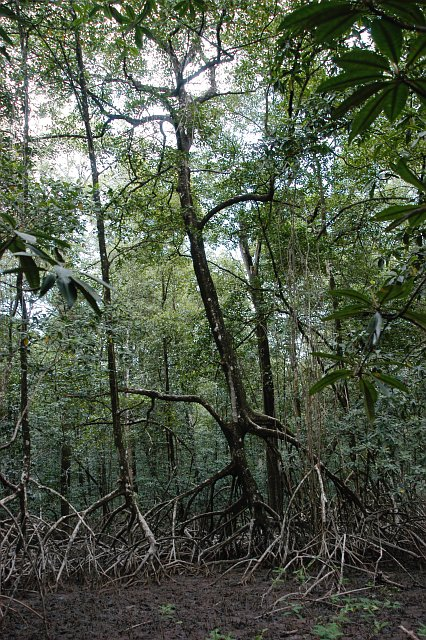
Rhizophora sp.

  - Rhizophora samoensis (Hochr.) Salv.
  - Rhizophora stylosa Griffith
- Genere Bruguiera (6 spp.)
  - Bruguiera cylindrica (L.) Bl.
  - Bruguiera exaristata Ding Hou
  - Bruguiera gymnorrhiza (L.) Lam.
  - Bruguiera hainesii C. G. Rogers
  - Bruguiera parviflora (Roxb.) Wight & Arn. ex Griffith
  - Bruguiera sexangula (Lour.) Poir.
- Genere Ceriops (5 spp.)
  - Ceriops australis (White) Ballment & Stoddart,
  - Ceriops decandra (Griff.) Ding Hou
  - Ceriops pseudodecandra Sheue, Liu, Tsai, and Yang
  - Ceriops tagal (Perr.) C.B. Rob.
  - Ceriops zippeliana Blume
- Genere Kandelia (2 sp.)
  - Kandelia candel (L.) Druce
  - Kandelia obovata Sheue, Liu & Yong

 Acanthaceae 
- Genere Avicennia (8 spp.)
  - Avicennia alba Blume

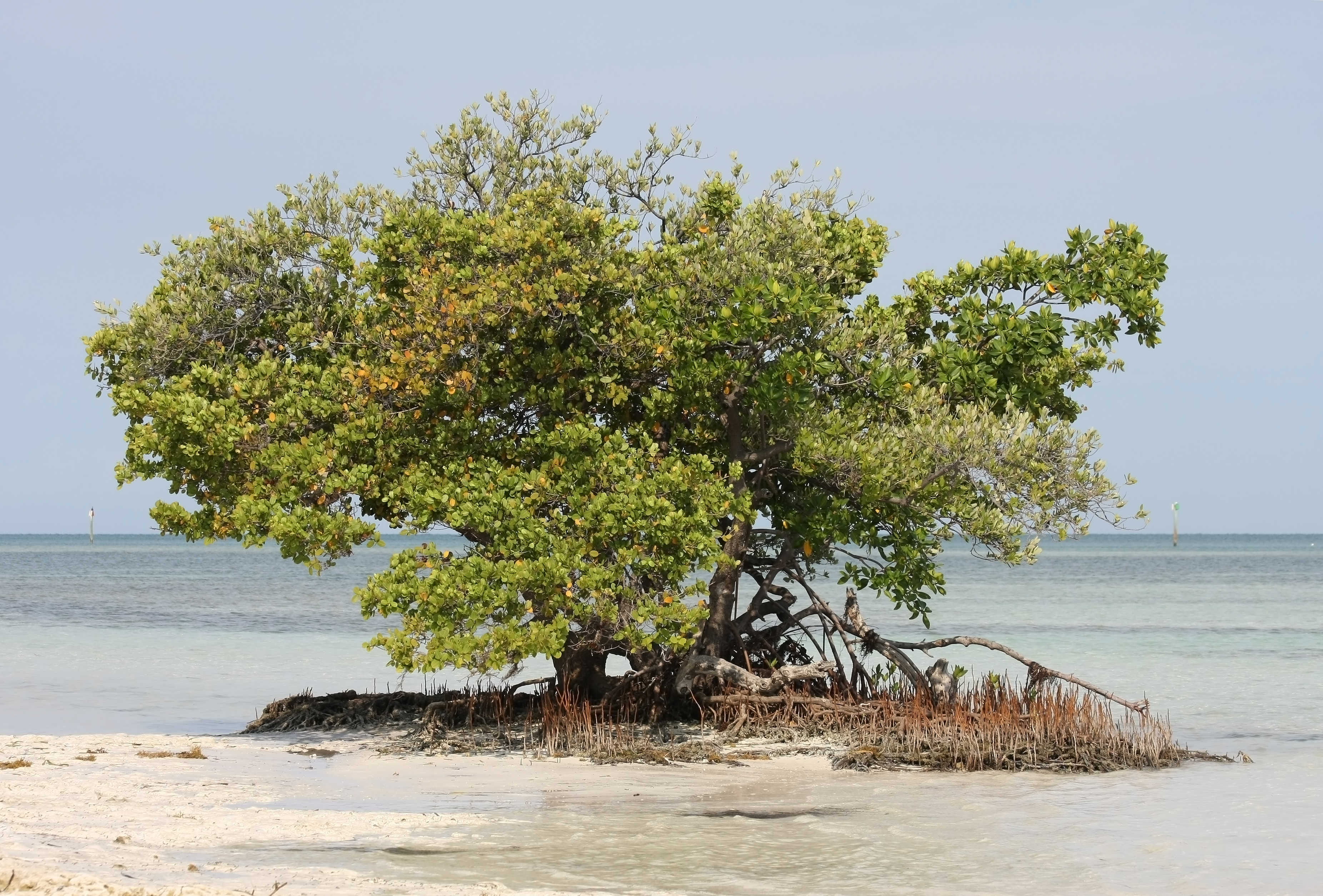
Avicennia germinans e Rhizophora mangle

  - Avicennia balanophora Stapf & Moldenke
  - Avicennia bicolor Standl.
  - Avicennia germinans (L.) L.
  - Avicennia integra N.C.Duke
  - Avicennia marina (Forsk.) Vierh.
    - Avicennia marina subsp. australasica (Walp.) J.Everett
    - Avicennia marina subsp. eucalyptifolia (Valeton) J.Everett
    - Avicennia marina subsp. marina
    - Avicennia marina var. rumphiana (Hallier f.) Bakh.

  - Avicennia officinalis L.
  - Avicennia schaueriana Stapf & Leechm. ex Moldenke

 Lythraceae 
- Genere Sonneratia (7 spp.)
  - Sonneratia alba Sm.
  - Sonneratia apetala Buch.-Ham.
  - Sonneratia caseolaris (L.) Engl.
  - Sonneratia griffithii Kurz.
  - Sonneratia lanceolata Blume
  - Sonneratia ovata Backer
  - Sonneratia × urama N.C.Duke

 Combretaceae 
- Genere Laguncularia (1 spp.)

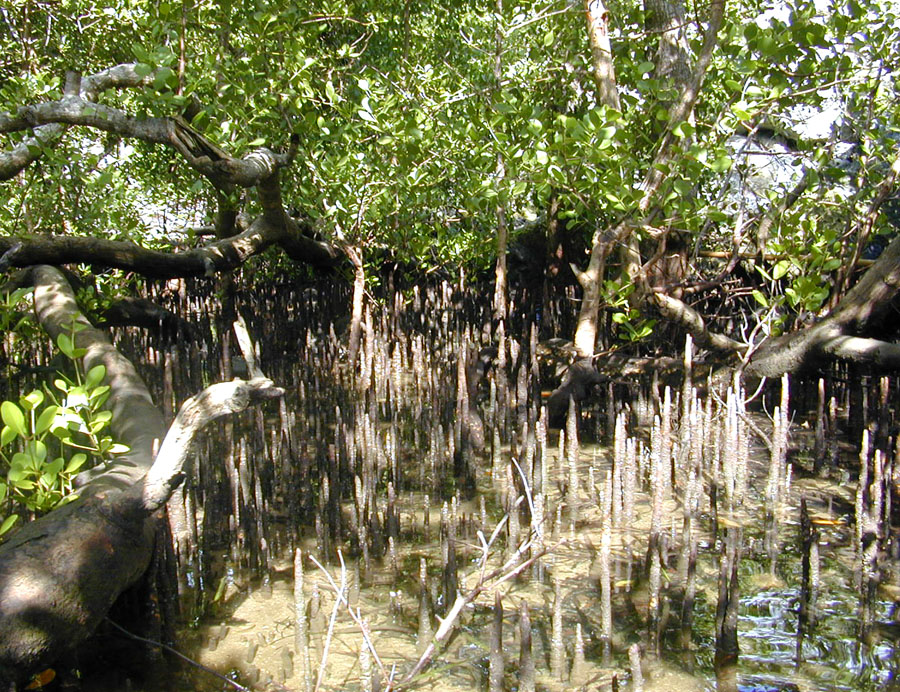
Sonneratia alba

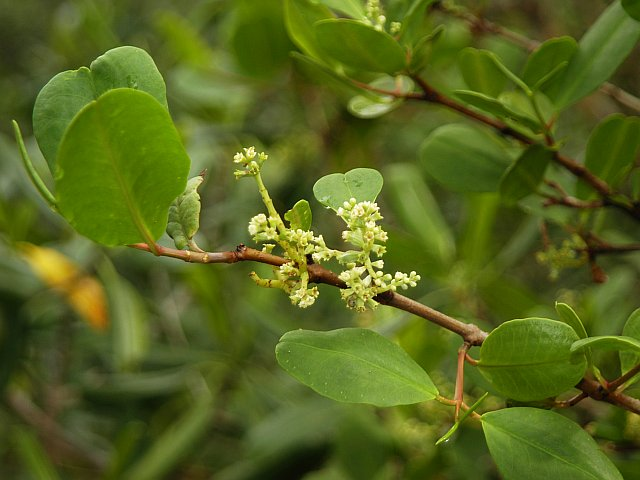
Laguncularia racemosa

  - Laguncularia racemosa (L.) C.F. Gaertn.
- Genere Lumnitzera (2 spp. + 1 ibrido)
  - Lumnitzera littorea (Jack) Voigt
  - Lumnitzera racemosa Willd.
  - Lumnitzera × rosea Gaud.[57]
- Genere Conocarpus (1 sp.)
  - Conocarpus erectus

 Arecaceae 
- Genere Nypa (1 sp.)
  - Nypa fruticans

 Altre famiglie 

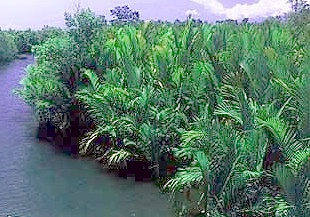
Nypa fruticans

Rappresentate in minore misura le seguenti altre specie:
- Famiglia Acanthaceae
  - Genere Acanthus (1 sp.)
    - Acanthus ilicifolius

  - Genere Bravaisia (2 spp.)
    - Bravaisia integerrima
- Famiglia Bignoniaceae
  - Genere Dolichandrone (1 sp.)
    - Dolichandrone spathacea (L.f.) Seem.
- Famiglia Cyperaceae
  - Genere Fimbristylis (1 sp.)
    - Fimbristylis ferruginea (L.) Vahl
- Famiglia Fabaceae
  - Genere Intsia
    - Intsia bijuga

- Famiglia Euphorbiaceae
  - Genere Excoecaria (1 sp.)
    - Excoecaria agallocha
- Famiglia Lecythidaceae
  - Genere Barringtonia (6 spp.)

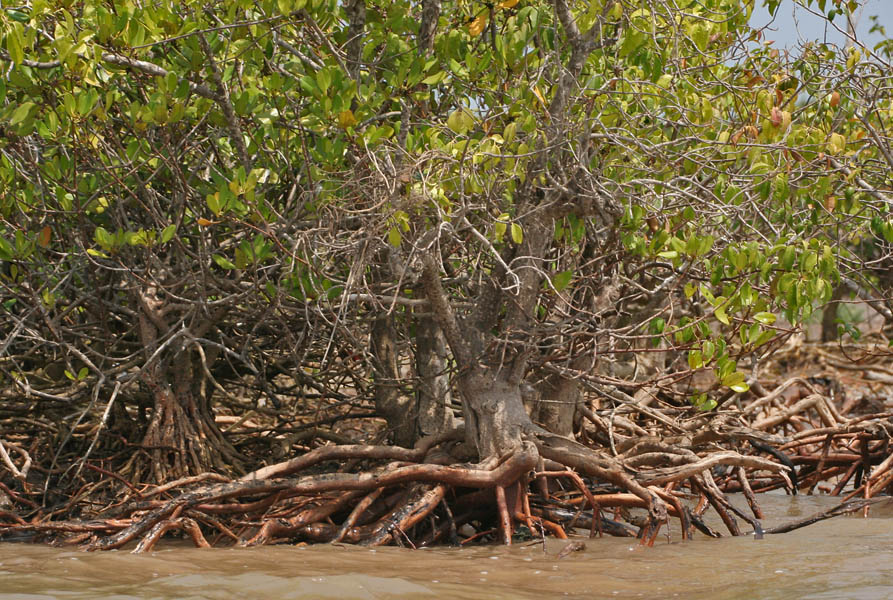
Excoecaria agallocha

    - Barringtonia acutangula (L.) Gaertn.
    - Barringtonia asiatica (L.) Kurz
    - Barringtonia conoidea Griff.
    - Barringtonia edulis Seem.
    - Barringtonia racemosa (L.) Spreng

- Famiglia Lythraceae
  - Genere Pemphis (1 sp.)
    - Pemphis acidula

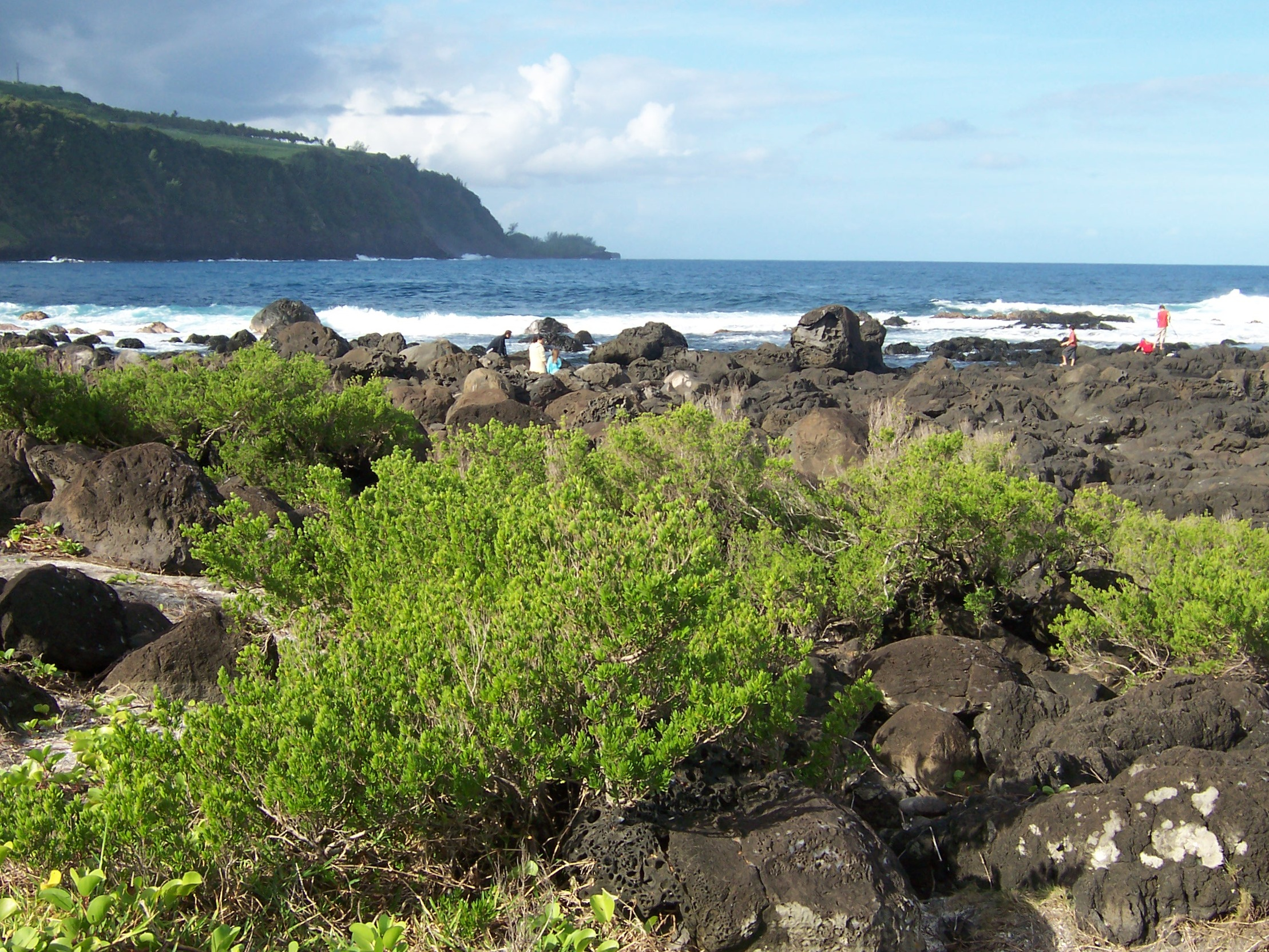
Pemphis acidula

- Famiglia Malvaceae (o Bombacaceae)
  - Genere Camptostemon (2 spp.)
    - Camptostemon philippinensis
    - Camptostemon schultzii

- Famiglia Meliaceae
  - Genere Xylocarpus (3 spp.)
    - Xylocarpus granatum J.König
    - Xylocarpus moluccensis (Lam.) M. Roem.
    - Xylocarpus rumphii (Kostel.) Mabb.

- Famiglia Primulaceae
  - Genere Aegiceras (2 spp.)

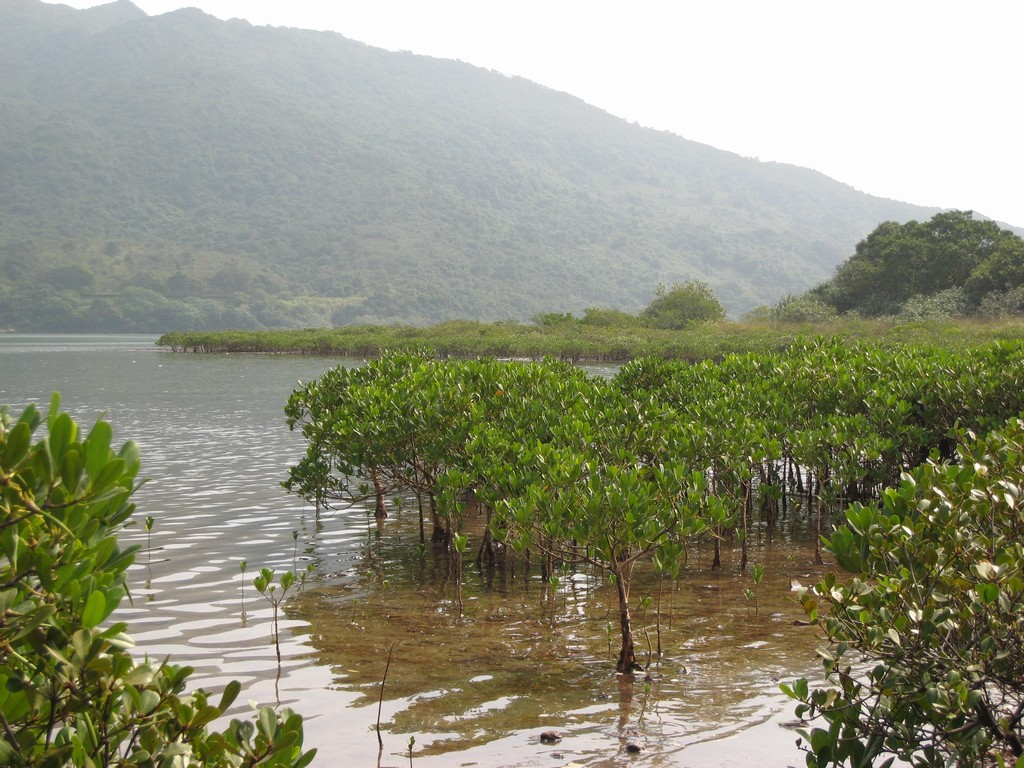
Aegiceras corniculatum

    - Aegiceras corniculatum (L.) Blanco
    - Aegiceras floridum Roem. & Schult.

- Famiglia Myrtaceae
  - Genere Osbornia (1 sp.)
    - Osbornia octodonta F.Muell.
- Famiglia Tetrameristaceae
  - Genere Pelliciera (1 sp.)
    - Pelliciera rhizophorae Planch. & Triana

- Famiglia Plumbaginaceae
  - Genere Aegialitis (2 spp.)
    - Aegialitis annulata R.Br.
    - Aegialitis rotundifolia Roxb.

- Famiglia Pteridaceae
  - Genere Acrostichum (3 spp.)
    - Acrostichum aureum L.

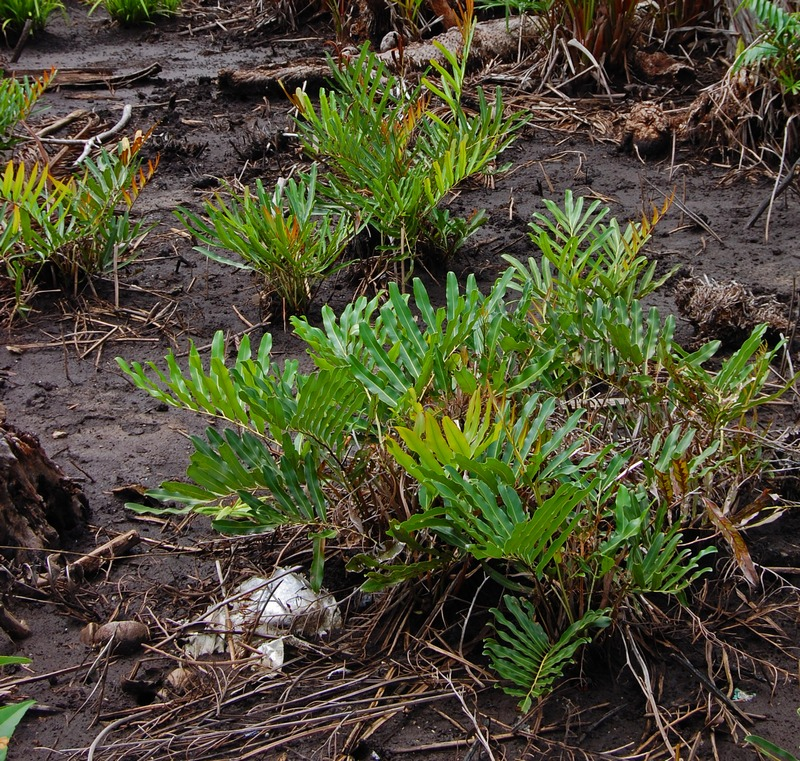
Acrostichum aureum

    - Acrostichum danaeifolium Langsd. & Fisch.
    - Acrostichum speciosum Willd.

- Famiglia Rubiaceae
  - Genere Scyphiphora (1 sp.)
    - Scyphiphora hydrophylacea C.F.Gaertn.

- Famiglia Rutaceae
  - Genere Merope (1 sp.)
    - Merope angulata (Willd.) Swingle[58]

- Famiglia Sterculiaceae
  - Genere Heritiera (3 spp.)
    - Heritiera globosa Kosterm.
    - Heritiera fomes Banks
    - Heritiera littoralis Dryand., 1789